# Május 24.
Május 24. az év 144. (szökőévben 145.) napja a Gergely-naptár szerint. Az évből még 221 nap van hátra.
Névnapok: Eliza, Eszter + Csepel, Godvin, Hanka, Hanna, Jamina, Jana, Mária, Marióra, Miléna, Simeon, Simon, Sion, Szaffi, Szimóna, Szimonett, Szimonetta, Szofi, Szófia, Vanessza, Vásti, Véta, Vince, Zsófi, Zsófia

## Események
- 1218 – Megindul az ötödik keresztes hadjárat.
- 1859 – Első pályaudvara megnyitásával Miskolc bekapcsolódik a vasúti közlekedésbe.
- 1883 – Átadták a forgalomnak a Brooklyn hídat.
- 1909 – Megalakulnak az első európai nemzeti parkok Svédországban.
- 1915 – Az Osztrák–Magyar Monarchia hadiflottája támadás-sorozatot intéz több adriai olasz hadikikötő és ipartelep ellen, válaszul az előző esti olasz hadüzenetre. Bombázzák Anconát, Molfettát, Barlettát, Manfredoniát és Porto Corsinit, (Ravenna kikötőjét) is.
- 1928 – Umberto Nobile léghajós expedíciója eléri az Északi-sarkot.
- 1941 – A német Bismarck csatahajó és Prinz Eugen nehézcirkáló az Atlanti-óceán északi vizein elsüllyesztik a HMS Hood brit csatacirkálót (1400 tengerész veszti életét).
- 1958 – A Varsói Szerződés Politikai Tanácskozó testületének moszkvai ülése.
- 1962 – Az Aurora-7 űrhajó repülése, fedélzetén a negyedik amerikai űrhajóssal, Scott Carpenterrel.
- 1992 – Megtartják a „Koszovói Köztársaság” első elnök- és parlamenti választásait.
- 1993 – Eritrea elszakad Etiópiától, és kikiáltja függetlenségét.

## Sportesemények
Formula–1
- 1964 –  holland nagydíj, Zandvoort - Győztes: Jim Clark  (Lotus Climax)
- 1998 –  monacói nagydíj, Monte Carlo - Győztes: Mika Häkkinen  (McLaren Mercedes)
- 2009 –  monacói nagydíj, Monte Carlo - Győztes: Jenson Button  (Brawn GP Mercedes)
- 2015 –  monacói nagydíj, Monte Carlo - Győztes: Nico Rosberg  (Mercedes)

## Születések
- 1544 – William Gilbert angol orvos, fizikus († 1603)
- 1686 – Daniel Gabriel Fahrenheit német fizikus, mérnök († 1736)
- 1693 – Georg Raphael Donner osztrák barokk szobrász († 1741)
- 1743 – Jean-Paul Marat francia forradalmár († 1793)
- 1751 – IV. Károly Emánuel szárd–piemonti király († 1819)
- 1759 – Wilhelm Friedrich Ernst Bach német zeneszerző († 1845)
- 1803 – Charles Lucien Jules Laurent Bonaparte herceg, francia ornitológus, zoológus († 1857)
- 1813 – Kmety György honvéd tábornok, a török hadseregben Iszmail pasa néven dandártábornok († 1865)
- 1818 – Weber Henrik magyar festőművész († 1866)
- 1819 – Viktória angol királynő († 1901)
- 1826 – Adler Mór magyar festőművész († 1902)
- 1870
  - Illyés Géza magyar orvos, urológus, sebész és katonaorvos († 1951)
  - Jan Christian Smuts dél-afrikai és nemzetközösségi államférfi, katonai vezető és filozófus († 1950)
- 1872 – Habsburg–Toscanai József Ferdinánd főherceg osztrák katona, a katonai repülés úttörője († 1942)
- 1905 – Mihail Alekszandrovics Solohov Nobel-díjas orosz regényíró, elbeszélő († 1984)
- 1910 – John Bolster brit autóversenyző († 1984)
- 1914 – George Tabori (er. Tábori György) magyar születésű német író, drámaíró († 2007)
- 1914 – Lilli Palmer német színésznő († 1986)
- 1914 – Mészáros Ági kétszeres Kossuth-díjas magyar színésznő († 1989)
- 1915 – Gáti József Aase-díjas magyar színész, érdemes és kiváló művész, a Színház- és Filmművészeti Főiskola beszéd- és színészmesterség tanára († 1998)
- 1925 – Kiss Sándor kétszeres Munkácsy Mihály-díjas magyar szobrász, éremművész, érdemes művész († 1999)
- 1929 – Győri Szabó József magyar nóta- és népdalénekes († 2011)
- 1931 – Michael Lonsdale (sz. Alfred de Turris) francia színész (Lebel felügyelő a „Sakál napjá”-ban) († 2020)
- 1937 – Archie Shepp amerikai jazz szaxofonos
- 1938 – Urbán Gyula magyar író, költő, bábrendező († 2025)
- 1940 – Joszif Alekszandrovics Brodszkij Nobel-díjas orosz költő, esszéíró († 1996)
- 1941 – Bob Dylan (er. Robert Allen Zimmerman) amerikai énekes, zenész, zeneszerző, költő
- 1944 – Christine Delaroche francia színművész és énekesnő
- 1944 − Patti LaBelle amerikai R&B énekesnő, színésznő
- 1945 – Priscilla Presley (er. Priscilla Ann Wagner) amerikai színésznő
- 1946 – Berkes János magyar operaénekes, érdemes művész, a Magyar Állami Operaház és a Halhatatlanok Társulatának örökös tagja
- 1946 – Irena Szewińska háromszoros olimpiai bajnok lengyel atlétanő († 2018)
- 1948 – James Cosmo skót színész (Hegylakó, A rettenthetetlen)
- 1952 – Zsigmond Ágnes magyar vegyész, egyetemi oktató († 2019)
- 1953 – Lamberto Leoni olasz autóversenyző
- 1953 – Alfred Molina angol színész
- 1960 – Paul McCreesh angol karmester
- 1963 – Ivan Capelli (Ivan Franco Capelli) olasz autóversenyző
- 1966 – Éric Cantona francia labdarúgó
- 1970 – Gattyán György magyar vállalkozó, Magyarország harmadik leggazdagabb embere 2012-ben
- 1972 – Baksa-Soós Attila magyar író, költő, zenész, építész
- 1978 – Al Ghaoui Hesna magyar riporter, külpolitikai újságíró
- 1983 – Ricky Mabe amerikai színész
- 1985 – Granát Balázs magyar labdarúgó
- 1986 – Jaskó Bálint magyar színész
- 1988 – Artem Anyiszimov, orosz jégkorongozó[1]
- 1993 – Oliver Davis amerikai színész

## Halálozások
- 1136 – Hugues de Payns, a templomos lovagrend első nagymestere (* 1070 k.)
- 1543 – Kopernikusz lengyel csillagász, matematikus és közgazdász (* 1473)
- 1814 – Mitterpacher Lajos egyetemi tanár, mezőgazdász, jezsuita szerzetes (* 1734)
- 1848 – Annette von Droste-Hülshoff, német írónő (* 1797)
- 1886 – Georg Waitz német jogtörténész, medievista, a német történeti forrásoknak egyik legismertebb kiadója (* 1813)
- 1872 – Julius Schnorr von Carolsfeld német festő, a német romantika kiemelkedő alakja (* 1794)
- 1911 – Bánffy Dezső a Szabadelvű Párt tagja, magyar miniszterelnök (* 1843)
- 1919 – Brenner Tóbiás magyar ügyvéd, Szombathely főjegyzője, majd polgármestere (* 1850)
- 1945 – Robert von Greim német repülőtiszt, tábornagy, a Luftwaffe utolsó főparancsnoka (* 1892)
- 1955 – Keller Oszkár magyar zoológus, akadémiai tanár, agrártudós (* 1882)
- 1963 – Zádor István magyar festőművész, grafikus (* 1882)
- 1972 – Várterész Vilmos magyar orvos, sugárbiológus (* 1917)
- 1975 – Korcsmáros Pál grafikus, képregény-rajzoló, könyvillusztrátor, újságíró (* 1916)
- 1981 – Herbert Müller svájci autóversenyző (* 1940)
- 1986 – Dajka Margit Kossuth-díjas magyar színművésznő, kiváló művész (* 1907)
- 1987 – Ligeti Lajos nyelvész, orientalista, egyetemi tanár, az MTA tagja (* 1902)
- 1990 – Dries van der Lof (Andries van der Lof) holland autóversenyző (* 1919)
- 1997 – Edward Mulhare ír származású televíziós színész (* 1923)
- 1995 – Harold Wilson brit politikus, Nagy-Britannia miniszterelnöke (* 1916)
- 2000 – Oleg Nyikolajevics Jefremov orosz színész, rendező (* 1927)
- 2010 – Paul Gray amerikai zenész (Slipknot, Stone Sour) (* 1972)
- 2023 – Tina Turner többszörös Grammy-díjas és Golden Globe-díjas amerikai énekesnő (* 1939)

## Nemzeti ünnepek, emléknapok, világnapok
- Európai nemzeti parkok napja. 1909-ben alakultak az első nemzeti parkok Európában. Az EuroPark 1999 óta ünnepli ezt a napot.
- A Cirill ábécé emléknapja több országban. Bulgáriaban nemzeti ünnep, A szláv írásbeliség és kultúra napja.
- Kali Sara ünnepe (Saint-Maries-de-la-Meer (Provance, Franciaország), nemzetközi roma ünnep.
- Eritrea Állam: a függetlenség napja